# Belmopan
Belmopan je hlavní město Belize. V roce 2021 zde žilo kolem 27 000 obyvatel. Kromě toho, že je Belmopan co do počtu obyvatel nejmenším hlavním městem kontinentální Ameriky, je po Belize City a San Ignaciu třetím největším sídlem v Belize. Belmopan byl založen jako plánované město v roce 1970 a je jedním z nejnovějších hlavních měst států na světě. Od roku 2000 je Belmopan spolu s Belize City jednou ze dvou obcí v Belize, které mají oficiální status města.
Belmopan se nachází v okrese Cayo v nadmořské výšce 76 m n. m. Belmopan byl vybudován ve vnitrozemí východně od řeky Belize, 80 km od bývalého hlavního města, přístavu Belize City, poté, co toto město v roce 1961 téměř zničil hurikán Hattie. Státní úřady byly do Belmopanu přestěhovány v roce 1970. Budova Národního shromáždění má připomínat předkolumbovský mayský chrám.
Název je složeninou názvu místních řek, Belize a Mopan.

## Historie
Poté co hurikán Hattie v roce 1961 zničil přibližně 75 % domů a budov v nízko položeném pobřežním Belize City, navrhla vláda podpořit výstavbu nového hlavního města. Toto nové hlavní město se mělo nacházet v lepším terénu, kde by nebyla vyžadována nákladné vysušování půdy a byl prostor na průmyslovou zónu. V roce 1962 vybrala komise místo v geografickém středu země, 82 km jihozápadně od starého hlavního města Belize City.
Protože Belize bylo v roce 1964 britskou kolonií (pod názvem Britský Honduras), premiér George Cadle Price vedl delegaci do Londýna, kde usiloval o získání prostředků na financování nového hlavního města. Přestože britská vláda nebyla ochotna se zavázat k financování tak rozsáhlého projektu, projevila o něj zájem kvůli logickému umístění hlavního města ve vyšší nadmořské výšce, kde by bylo v bezpečí před bouřlivým přílivem. V roce 1965 přijel na návštěvu Belize Anthony Greenwood, ministr kolonií Spojeného království, a 9. října položil u silnice v místě budoucího města základní kámen. Stavební práce na městě začaly v roce 1967 a město bylo oficiálně otevřeno v roce 1970.